# Juan Muñante
Juan Muñante (12. června 1948 Pisco – 23. dubna 2019 Miami) byl peruánský fotbalista, záložník. Zemřel 23. dubna 2019 ve věku 70 let na rakovinu plic.

## Fotbalová kariéra
V peruánské lize hrál za Sport Boys Callao a Club Universitario de Deportes. Dále hrál v mexické lize za Atlético Español, Club Universidad Nacional a Tampico Madero FC. V jihoamerickém Poháru osvoboditelů nastoupil ve 20 utkáních a dal 2 góly. Za reprezentaci Peru nastoupil v letech 1967–1978 ve 48 utkáních a dal 6 gólů. Byl členem peruánské reprezentace na Mistrovství světa ve fotbale 1978, nastoupil ve všech 6 utkáních.

## Ligová bilance
| Ročník                  | Zápasy | Góly | Klub                      |
| ----------------------- | ------ | ---- | ------------------------- |
| 1. mexická liga 1973/74 | -      | 3    | Atlético Español          |
| 1. mexická liga 1974/75 | -      | 4    | Atlético Español          |
| 1. mexická liga 1975/76 | 20     | 2    | Club Universidad Nacional |
| 1. mexická liga 1976/77 | 27     | 1    | Club Universidad Nacional |
| 1. mexická liga 1977/78 | 31     | 4    | Club Universidad Nacional |
| 1. mexická liga 1978/79 | 26     | 1    | Club Universidad Nacional |
| 1. mexická liga 1979/80 | 20     | 3    | Club Universidad Nacional |
| 1. mexická liga 1980/81 | 8      | 0    | Tampico Madero FC         |
| CELKEM 1. liga          | -      | -    |                           |